# Hedypathes
Hedypathes – rodzaj chrząszczy z rodziny kózkowatych. 

## Zasięg występowania
Przedstawiciele tego rodzaju występują w Ameryce Płd. od Gujany na płn. po Argentynę na płd.

## Systematyka
Do Hedypathes zaliczane są 4 gatunki:
- Hedypathes betulinus,
- Hedypathes curvatocostatus,
- Hedypathes juninensis,
- Hedypathes monachus.